# Сан Мартино ин Белизето (Кремона)
Сан Мартино ин Белизето је насеље у Италији у округу Кремона, региону Ломбардија.
Према процени из 2011. у насељу је живело 416 становника. Насеље се налази на надморској висини од 54 м.